# باب ولد الشيخ سيديا
باب ولد الشيخ سيديا، (1860م آمشتيل– 12 يناير 1924م البعلاتية ضواحي بوتلميت)،  عالم وفقيه وشاعر، ومجدد إسلامي، موريتاني، وهو مؤلف كلمات النشيد الوطني الموريتاني

## النسب
هو باب بن الشيخ سيدي محمد بن الشيخ سيديا الانتشائي. أمه هي مريم بنت عبد الودود ولد أربيه.

## تعليمه والنشأة
وهو علامة وشاعر وفقيه وعلم من أعلام شنقيط، نشأفي بيت جده وأبيه المعروفين بمكانتهم الاجتماعية والروحية والعلمية ليس فقط في موريتانيا بل في غرب أفريقيا عامة، لم يعرف باب أباه وجده سوى بداية الطفولة فقد توفي جده وله سبع سنوات، وتوفي أبوه بعد ذلك بسنة واحدة، ورغم ذلك فقد حفظ القرآن الكريم وهو لما يبلغ السنة العاشرة من عمره، واشتغل بتحصيل العلم على يد كبار علماء بلاده وتلامذة أسرته من أمثال الشيخ محمذن بن السالم والشيخ محمدو بن حنبل، الحسنيين، والشيخ أحمدو بن اسليمان الديماني جد العلامة المحدث محمد بن أبي مدين، والشريف الشيخ أحمد بن ازوين.

## حياته العملية
أسس مدرسة علمية عريقة تخرج منها الكثير من العلماء،  وحارب التقليد ودعا إلى الاجتهاد فألف كتابه المشهور (إرشادالمقلدين عند اختلاف المجتهدين) ورفض المنطق اليوناني وعلم الكلام وحذر من التأويل والتمثيل كما دعا الشيخ سيدي بابه إلى العمل ونبذ الإتكالية التي تميز بها مجتمع شنقيط وحارب الفقر وحفر الآبار وعمم التعليم واهتم كذلك بالسعي في إصلاح ذات البين بين القبائل، [بحاجة لمصدر] والأمارات الموريتانية، [بحاجة لمصدر] التي مافتأت تتناحر في بينها.
وتعكس خصوبة فكر الشيخ سيدي بابه وعمق رؤيته الإسلامية الاجتماعية ويعتبر أهم فقيه شنقيطي طرح نظرية إصلاحية شاملة مارسها وفي ذهنه وطبقها على أرض الواقع حيث ذاعت شهرة الشيخ سيدي بابه واشتهرت مدرسته وتميزت بجودة مستوى التعليم وكثرة
الطلاب، وتعكس مؤلفات الشيخ سيدي بابه سعة علمه وغزارة معارفه وشموليتها. وهو الشيخ سيدي بابه الذي ملأ الدنيا وشغل الناس وأثارت مواقفه واجتهاداته جدلا واسعا بين العلماء والفقهاء والعامة، وهو أحد أساطين الإصلاح والتجديد
في بلاد شنقيط المنشودة ذاعت شهرة الشيخ سيدي بابه واشتهرت مدرسته وتميزت بجودة مستوى التعليم وكثرة الطلاب، وتعكس مؤلفات الشيخ سيدي بابه سعة علمه وغزارة معارفه وشموليتها كما اشتهر بدعوته للاجتهاد ونبذه للتقليد ورؤيته الإصلاحية.

## موقفه من الاحتلال الفرنسي لموريتانيا
يعتبر العلامة باب أحد أبرز الفقهاء الذين أفتوا بجواز سيطرة المخالف في الدين وحكمه للمسلمين سدا للذريعة حيث رأى أن تغلب فرنسا يساعد في إصلاح أوضاع مجتمع شنقيط، فخالف بذلك العلماء والفقهاء وقادة الرأي في عصره. كان دافع باب إلى ذلك ما كانت تعيشه المنطقة من فلتان أمني وحروب داخلية لا تنتهي إلا لتبدأ من جديد ولأتفه الأسباب أحيانا في فترة تميزت بشيوع ثقافة السلب والنهب، تزامن هذا كله مع ضعف أداء الإمارات الموريتانية،  التقليدية بسبب الاقتتال الداخلي والصراع على السلطة بين أبناء الأسرة الواحدة، ولم تسلم منطقة باب من ذلك حيث تعرضت من جهة الساحل لهجوم من طرف بعض قطاع الطرق الذين استخدموا في حربهم ضد قبيلته ولأول مرة الأسلحة النارية،  وقد تميز عصره بالتدخل الفرنسي في موريتانيا وخاصة في فترة (الوالي الفرنسي الشهير كزافييه كبولاني 1864هـ-1905م وبعد
مقتله من طرف المجاهدين في مدينة تجكجة كانت له صداقة خاصة مع خلفة الجنرال هنري غورو، وقد اعتبر أن هذا هو الخيار الأوحد أو التكتيكي في ظروف المجتمع الشنقيطي. وخصائصه الاجتماعية السياسية والاقتصادية آنذاك، وانطلق الشيخ سيدي باب من تشخيص دقيق للأوضاع الاجتماعية والسياسية والاقتصادية في المجتمع الموريتاني والتدني الفظيع في كل المستويات وحاجة المجتمع لتجربة الاستعمار حتى يستطيع الخروج من حالة الفراغ السياسي والحضاري الذي يعيشه،  فأيد دخول المستعمر وخلص إلى أهمية الإدارة الاستعمارية وما تحمله من مصالح ومنافع مهمة حتى ولو تحققت بسيطرة المخالف في الدين والمتغلب بالشوكة. وأكد أن الدخول في طاعته أولى في الوقت الراهب حتى تستتب الامور، لأن المصلحة أولى فما كان أصلح للمسلمين فهو المطلوب شرعا، كما اعتبر هذا كله خيارا تكتيكيا وساق له حججا ومسوغات شرعية وتبرز رسائله السياسية،  والاجتماعية جانبا من ذلك المشغل الفكري الذي اهتم به.
كان الشيخ سيدي باب رحمه الله رجل سياسة بارز أوتي الحكمة وفصل الخطاب، انعقد له الاجتماع في بلاد شنقيط ويشبه مشروعه الفكري الإصلاحي مشروع الشيخ الامام محمد عبده في مصر من حيث الواقعية السياسية والنظرة المتأنية المتفهمة لمسألة صعود الأخر الغرب وتراجع المسلمين واعتبار التربية والتعليم حجر الزاوية في مشروع النهضة الإسلامية.

## مؤلفاته
- المقلدين عند اختلاف المجتهدين.
- ـ شرح عقيدة أبي الحسن الأشعري.
- شرح عقيدة السلف، ورسالة في التوحيد، تفسير آيات المعية.
- رسالة في الحديث الموقوف، رسالة في الفرق بين القرآن والحديث والقدسي والرباني والنبوي.
- رسالة في عدم جواز العادات السائدة في الأعراس بهذه البلاد، أجوبة تتعلق بأحكام الرضاعة.
- رسالة في نبوية أحاديث تسوية الصفوف.
- رسالة في حكم وصل المرأة شعرها، في أهل الصفة، رسالة في جواز دفع القيمة في الزكاة، فتوى في الصلاة وما يقال فيها، فتوى في ما يقال في الصباح والمساء أدعية الأكل والشرب، كتاب القبض والرفع في الصلاة، رسالة في حرف الصاد.
- إمارتي إدوعيش ومشطوف.
- فتاوى كثيرة ورسائل وديوان شعر متعدد الأغراض.

## أشعاره
1. ديوان شعر مطبوع.
2. نشيد موريتانيا الوطني

## وصلات خارجية
- بوابة الشعراء : ديوان بابه بن الشيخ سيديا